# Sissel Buchholdt
Sissel Karin Buchholdt (født Brenne, 17. juni 1951) er en norsk tidligere håndboldspiller.
Hun spillede for klubberne SK Freidig og Skogn IL. Hun spillede 186 kampe for norges håndboldlandshold fra 1969 til 1984. Hun deltog i VM 1971, 1973, 1975 og 1982.
Hun udøvede også spydkast på nationalt plan. Hun repræsenterede i atletik IL Nybrott, og vandt en sølvmedalje i norgesmesterskabet i 1972 og en bronzemedalje i 1973. Hendes personlige rekord var på 46.84 meter, og blev sat i maj 1974 på Bislett stadion.